# Colldejóu (Tarragona)
Colldejóu (oficialmente en catalán Colldejou) es un municipio español en la comarca catalana del Bajo Campo que se encuentra situado en el límite del Bajo Campo con El Priorato, y al pie de la Sierra de Llaberia y de la Muela de Colldejou (914 m). El término municipal es muy montañoso, y se encuentra ocupado en su mayor parte por bosques, siendo poco apto para el cultivo.
Cuenta con una población de 160 habitantes (INE 2024).

## Historia
El origen del municipio no está claro; mientras que algunas fuentes indican que está en una alquería sarracena, Eduard Toda le atribuye un origen romano. Aparece por primera vez documentado en 1154, en una bula emitida por Anastasio IV.
Pasó a manos del monasterio de San Miguel de Escornalbou en 1197 por cesión de Abert de Castellvell. Con ello, el municipio quedaba en manos de la iglesia e integrado en la baronía d'Escornalbou. Formó parte de la Comuna del Campo desde 1586 hasta 1669.

## Símbolos
El escudo de Colldejou se define con el siguiente blasón:

Escudo losanjado: de argén, un cuello de sinople moviente de la punta sobremontado de un yugo de gules. Por timbre, una corona mural de pueblo.

Fue aprobado el 6 de febrero de 2004 y publicado en el DOGC el 1 de marzo del mismo año con el número de DOGC 4081. Se trata de un escudo parlante referido al nombre del pueblo: se representa un cuello y un yugo, que en catalán es coll y jou.
La bandera de Colldejou está organizada de la forma siguiente:

Bandera apaisada, de proporciones dos de alto por tres de largo, blanca, con una faja roja, de grueso 1/6 de la altura del paño puesta a 1/4 del borde superior y otra igual verde oscuro a 1/4 del borde inferior.

Fue aprobada el 7 de enero de 2005 por el pleno del Ayuntamiento y publicado en el DOGC el 2 de marzo del mismo año, con el número 4334.

## Geografía humana

### Demografía
Cuenta con una población de 160 habitantes (INE 2024).
| Gráfica de evolución demográfica de Colldejou entre 1842 y 2021                                                       |
| |
| Población de derecho según los censos de población del INE. Población de hecho según los censos de población del INE. |

El término municipal está formado por un único núcleo de población.

### Evolución demográfica
| 430                        | 315 | 232 | 188 | 187 |
| (Fuente: [cita requerida]) |     |     |     |     |

| Gráfico demográfico de Montreal entre 1717 y 2007           |
| ----------------------------------------------------------- |
|                                                             |
| 1717-1981: población de hecho; 1990- : población de derecho |
| Fuente: Municat                                             |
| Gráfica elaborada por: Wikipedia                            |

### Economía
A pesar de la orografía adversa, la principal actividad económica del municipio es la agricultura de secano. Los cultivos más destacados son avellanos, viñas y almendros. Se tiene que destacar el abandono de la actividad ganadera y de la avicultura así como de la industria del carbón y el yeso. El pueblo dispone de cooperativa agrícola desde 1954.

## Administración y política
| Periodo   | Nombre                 | Partido |
| --------- | ---------------------- | ------- |
| 1979-1983 | Rafel Rofes Rofes      |         |
| 1983-1987 | Engelbert Rofes        | CIU     |
| 1987-1991 | Engelbert Rofes        | CIU     |
| 1991-1995 | Engelbert Rofes        | CIU     |
| 1995-1999 | Engelbert Rofes        | CIU     |
| 1999-2003 | Engelbert Rofes        | CIU     |
| 2003-2007 | Marcel Salsench Escoda | ERC     |
| 2007-2011 | Marcel Salsench Escoda | ERC     |
| 2011-2015 | Marcel Salsench Escoda | ERC     |
| 2015-2019 | Jordi Sierra Salsench  | ERC     |
| 2019-2023 | Jordi Sierra Salsench  | ERC     |
| 2023-act. | Marc Barrera Manjón    | JUNTS   |

- Fuentes: 2003[6] 2007

## Cultura
La iglesia parroquial está dedicada a San Lorenzo. Es de amplias dimensiones y tiene anexo un campanario de base octogonal. También es digna de interés la Virgen de las Enfermedades, situada en el Mas de Magrinyà.
Quedan aún visibles algunos restos de la muralla que rodeó la población, construida durante las guerras carlistas.
Colldejou celebra su fiesta mayor en el mes de agosto, coincidiendo con la festividad de san Lorenzo. La fiesta mayor de invierno tiene lugar el 23 de octubre, festividad de San Rafael.Es también interesante la realización de excursiones a la cima de la Mola de Colldejou, desde donde se puede llegar a ver el río Ebro en días claros.